# Amona
Amona  (batizada com o nome da cidade bíblica mencionada no livro de Josué) era um assentamento israelense ilegal, localizado na Cisjordânia. 
Foi evacuado pela polícia israelense em Fevereiro de 2006. A retirada dos colonos israelenses de Amona foi a mais violenta das retiradas de judeus de áreas ocupadas. 